# Irene Di Valmo
Irene Di Valmo, pseudonimo di Irene Di Caccamo (Roma, 21 aprile 1967), è una doppiatrice e scrittrice italiana.

## Biografia

### Carriera
Nel 2011 è stata premiata al Gran Galà del Doppiaggio Romics DD come "voce femminile dell'anno" per il doppiaggio di Maricel Álvarez nel film Biutiful. Sempre con Biutiful è stata finalista al Gran Premio Internazionale del Doppiaggio 2011, come Attrice non protagonista. Al Festival Voci nell’ombra 2006 finalista nella sezione Attrice non protagonista per il film Summerland.
Nel 2011 pubblica, con il suo vero nome, il suo primo romanzo L'amore imperfetto (Nutrimenti), con cui ha vinto la sezione "Opera prima" del Premio Rapallo 2012. Nell'ottobre 2018 è uscita la sua seconda prova letteraria, Dio nella macchina da scrivere (La nave di Teseo). Il libro è stato selezionato al Premio Strega 2019, e sempre nello stesso anno è entrato in finale al Premio Pavoncella e candidato al Premio Comisso.

## Filmografia

### Attrice
- D'amore e d'accordo, regia di Giuseppe La Rosa - cortometraggio (1996)

## Doppiaggio

### Cinema
- Monica Bellucci in Ostinato destino, I fratelli Grimm e l'incantevole strega, Per sesso o per amore?, L'eletto, Non ti voltare
- Drew Barrymore in La mia peggiore amica
- Mariah Carey in Glitter
- Susan Rome in My One and Only
- Maricel Álvarez in Biutiful
- Kathleen York in Crash - Contatto fisico
- Salma Hayek in Il racconto dei racconti, Bliss
- Jennifer Hale in Star Wars - L'ascesa di Skywalker
- Eszter Balint in I morti non muoiono
- Valerie Perrine in What Women Want - Quello che le donne vogliono
- Fanny Valette in Un profilo per due
- Uma Thurman in Ceremony
- Rosanna Arquette in Signs of Love - I segni dell’amore
- Viola Davis in Jesse Stone
- Vivica A. Fox in Little Secrets - Sogni e segreti
- Elaine Robinson in Ti odio, ti lascio, ti...
- Alicia Coppola in Il mistero delle pagine perdute - National Treasure
- Léa Seydoux in Tromperie - Inganno
- Michelle Fairley in Nessuno deve sapere
- Leïla Bekhti in Maria Montessori - La Nouvelle Femme

### Film d'animazione
- One-Eye in Leafie - La storia di un amore
- Julia Murai in Great Teacher Onizuka
- Lo spirito del Natale Futuro in Barbie e il canto di Natale
- Fleura in Il più grande uomo scimmia del Pleistocene

### Televisione
- Katey Sagal in Lost, Sons of Anarchy, The Big Bang Theory
- Ece Uslu in Come sorelle, La notte nel cuore
- Merrin Dungey in Summerland
- Darby Stanchfield in Jericho
- Tamara Taylor in Bones
- Judith Scott in CSI: Scena del crimine
- Elizabeth Perkins in Dalla Terra alla Luna
- Sarah Carter in CSI: NY
- Kimberly Elise in Close to Home - Giustizia ad ogni costo
- Teri Hatcher in Supergirl
- Freda Foh Shen in Desperate Housewives
- Eva Longoria in Empire
- Wanda in Rimozione forzata
- Idina Menzel in Glee
- Adriana Cataño in Grachi
- Meike Schlüter in La strada per la felicità
- Debra Winger in The Ranch
- Erika Ervin in American Horror Story
- Amy Pietz in Criminal Minds
- Kelly Holden Bashar in Fargo
- Mamma di Guzman in Élite
- Narratrice in Storia contemporanea in pillole
- Nilgün Türksever in Segreti di famiglia

### Serie animate
- Loretta Brown in I Griffin
- Tabitia Single (ep. 32x5) in I Simpson[2]
- Istruttrice di nuoto in South Park (episodio 2x8)[3]
- Mamma di Timmy in Due fantagenitori
- LaBarbara Conrad (st. 3-4, 8+), Turanga Munda (ep. 4x02) e Michelle (ep. 7x23) in Futurama.[4][5]
- Susan e Anatra Gang Capicola in Regular Show
- Regina Sakura in Lupin III vs Detective Conan
- Nebula in Marvel Super Hero Adventures
- XR4Ti in Supernoobs
- Alexandrite (prima voce) in Steven Universe
- Wanda Pierce e Gina Cazador in BoJack Horseman
- Carla Jaeger ne L'attacco dei giganti
- Kokuo in Naruto Shippuden
- Regina Himika in Shin Jeeg Robot d'acciaio
- Julia Murai in Great Teacher Onizuka
- Kazuko Suema in Boogiepop Phantom
- Lady Brain in Krypto the Superdog
- Stressy in Thumbs
- Caroline Howard in Un cucciolo di nome Clifford

### Videogioco
- Katrina in Knack (2013),[6] Knack II (2017)[7]

### Speaker
- Voce femminile ufficiale del canale satellitare Studio Universal
- Voce ufficiale della trasmissione "L’uomo e i motori" (ReteMia)
- Voce ufficiale per il canale promo di Stream tv
- Speaker per i canali satellitari Stream verde, Discovery Channel
- Speaker del programma "C’era una volta" (RaiTre), di Silvestro Montanaro, “La Storia siamo noi”,
- Voce narrante in diversi documentari Discovery Channel
- Voce ufficiale femminile di Rai 3 Promo Nazionali

### Adattamento dialoghi e direzione del doppiaggio
- Storie della Bibbia, RAI 3
- Santa Barbara, (Mediaset)
- Bones, ultima stagione (2017)
- Storie della Bibbia, RAI 3
- Kul Ash, Netflix (2023)